# Llengües d'Estònia
La llengua oficial d'Estònia és l'estonià, que és la llengua materna del 69 % de la població del país i la sap parlar més del 85 % dels estonians. 

 El rus és molt present a Estònia, tant per raons demogràfiques com històriques, ja que quasi un terç de la població el té com a llengua pròpia, a més de ser conegut per bona part de la resta d'estonians, situació que dona una taxa d'un 72% de comprensió d'aquesta llengua eslava. Hi ha zones d'Estònia amb concentracions grans de parlants russos, fins i tot en algunes els estonianoparlants són en minoria (especialment en el nord-est, p. ex. Narva).

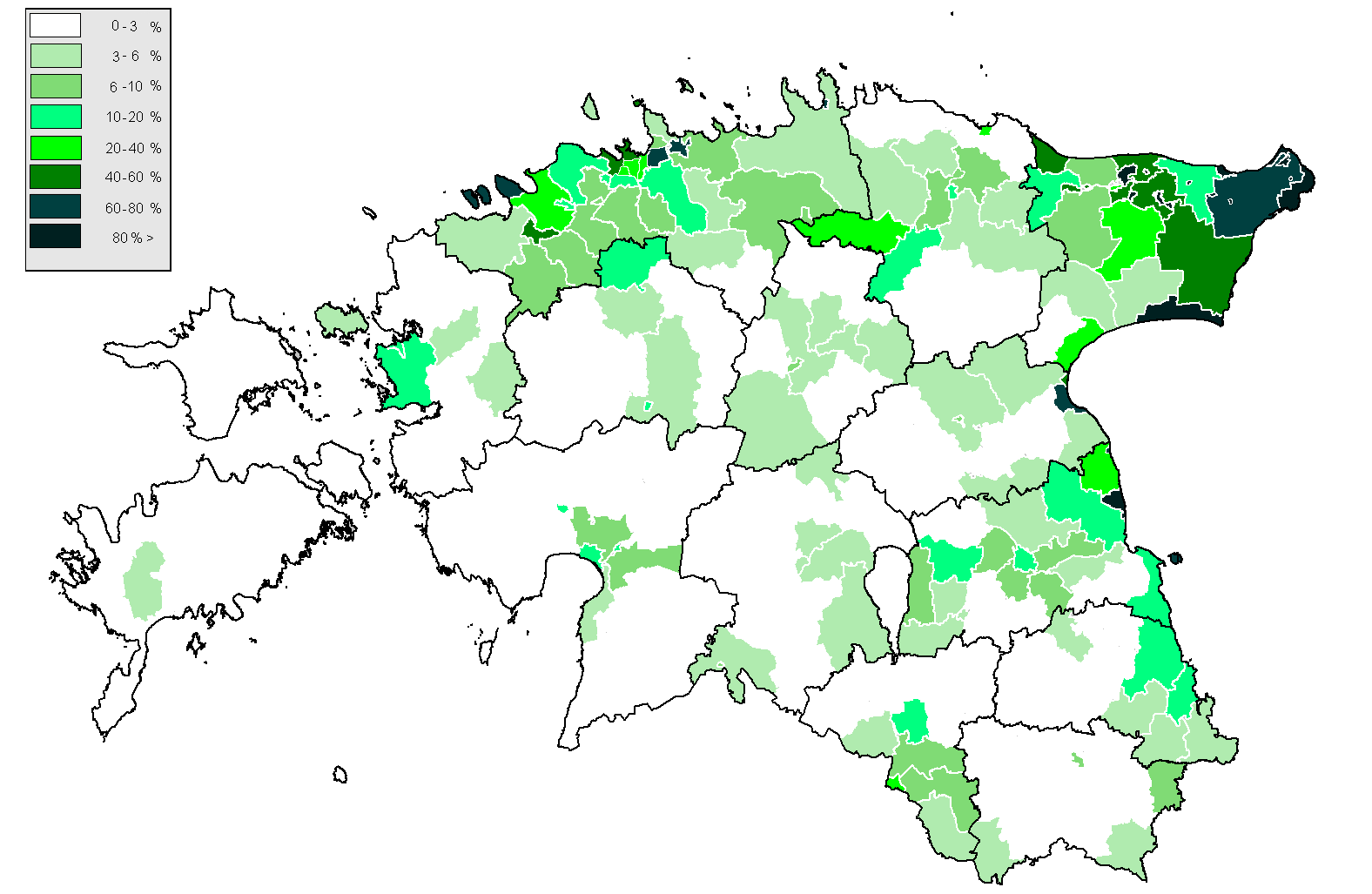
Distribució de la població russòfona a Estònia segons el cens de 2000

L'alemany bàltic (en alemany: Deutsch-Balten o Baltendeutsche) era usat per la població ètnicament alemanya assentada a la riba oriental del mar Bàltic, principalment Estònia i Letònia. En aquests països els alemanys mai han estat més del 10% de la seva població, però sí que van constituir l'elit social, comercial, política i cultural de la regió durant segles. La seva presència en els països bàltics va tenir un final sobtat que començà amb el pacte Molótov-Ribbentrop l'any 1939 i les subsegüents transferències de població alemanya que es va reassentar a Wartheland i Danzig-Prússia occidental. Actualment hi ha molt pocs alemanys vivint a Estònia.
Des del segle xiii també hi havia hagut a les àrees costaneres i a les illes de l'Estònia occidental i septentrional, un poblament continu de suecoparlants, arribats inicialment des del que ara són Suècia i Finlàndia. Amb l'esclat de la Segona Guerra Mundial aquesta minoria va fugir gairebé en la seva totalitat cap a Suècia.
L'idioma estranger més estudiat és l'anglès, que comprenen el 38% d'estonians. L'alemany se situa en segona posició i és molt present en els sectors culturals i en el turisme.
Per raons culturals i històriques, les llengües sueca i finesa també s'estudien.

## Llengües maternes
| Llengua    | 2000      | 2000      | 2011      | 2011      |
| Llengua    | Nombre    | %         | Nombre    | %         |
| ---------- | --------- | --------- | --------- | --------- |
| Estonià    | 921 817   | 67,28     | 887 216   | 68,54     |
| Rus        | 406 755   | 29,69     | 383 118   | 29,60     |
| Ucraïnès   | 12 299    | 0,90      | 8 016     | 0,62      |
| Finès      | 4 932     | 0,36      | 2 621     | 0,20      |
| Belarús    | 5 197     | 0,38      | 1 664     | 0,13      |
| Letó       | 1 389     | 0,10      | 999       | 0,08      |
| Lituà      | 1 198     | 0,09      | 905       | 0,07      |
| Anglès     | 248       | 0,02      | 878       | 0,07      |
| Tàtar      | 1 251     | 0,09      | 806       | 0,06      |
| Armeni     | 719       | 0,05      | 717       | 0,06      |
| zeri       | 592       | 0,04      | 656       | 0,05      |
| Alemany    | 557       | 0,04      | 522       | 0,04      |
| Polonès    | 674       | 0,05      | 435       | 0,03      |
| Altres     | 3 235     | 0,24      | 2 891     | 0,22      |
| Desconegut | 9 189     | 0,67      | 1 723     | 0,13      |
| Total      | 1 370 052 | 1 370 052 | 1 294 455 | 1 294 455 |

## Llengües no maternes
|   | Llengua                                | Nombre    | %      |
| - | -------------------------------------- | --------- | ------ |
| 1 | Rus                                    | 545 537   | 42,14  |
| 2 | Anglès                                 | 495 420   | 38,27  |
| 3 | Estonià                                | 177 286   | 13,70  |
| 4 | Finès                                  | 167 315   | 12,93  |
| 5 | Alemany                                | 130 191   | 10,06  |
| 6 | Francès                                | 18 677    | 1,44   |
| - | Parlen una llengua no materna          | 856 225   | 66,15  |
| - | Només parlen la llengua materna        | 369 027   | 28,51  |
| - | Desconegut                             | 24 182    | 1,87   |
| - | No aplicable (nens de menys de 3 anys) | 45 021    | 3,48   |
| - | Total població                         | 1 294 455 | 100,00 |